# Acanthopsyche entwistlei
Acanthopsyche entwistlei är en fjärilsart som beskrevs av Jean Bourgogne 1962. Acanthopsyche entwistlei ingår i släktet Acanthopsyche och familjen säckspinnare. Inga underarter finns listade i Catalogue of Life.